# Паисий (Мартынюк)
Архиепископ Паи́сий (пол. Arcybiskup Paisjusz, в миру Пётр Мартынюк, пол. Piotr Martyniuk; 7 июля 1969, Щецинек) — епископ Польской православной церкви, архиепископ Перемышльский и Горлицкий (с 2016 года). Доктор богословских наук.

## Биография
Родился 7 июля 1969 года в городе Щецинек в семье православного священника.
6 апреля 1989 года пострижен в монашество в Яблочинском монастыре. 7 апреля 1989 года рукоположён в сан диакона, а 22 апреля 1989 года — священника.
В 1989—1990 годах был референтом канцелярии епископа Люблинского и Холмского Авеля (Поплавского), а также нёс священническое служение на приходах в Томашове Любельском и Боньче.
В 1992 году окончил православную семинарию в Яблочине. В 1998 году окончил богословский факультет Прешевского университета со степенью магистра, а в 2001 году защитил докторскую диссертацию «Душепастырство в посланиях апостола Павла».
В 1992—1996 годах нёс послушание благочинного Яблочинского монастыря и был администратором православного прихода в Славатичах. В 1996—1999 годы — наместник монастыря и настоятель прихода в Яблочине. Во время его наместничества проходили торжества 500 летия монастыря. 
В 1999—2001 годах был духовником монастыря Марфы и Марии на Святой Горе Грабарке.
С 1 августа 2001 года по 1 сентября 2010 года был вице-ректором и профессором пастырского богословия и духовности в православной семинарии в Варшаве. 
С 2003 по 2007 год — настоятель прихода варшавского храма Иоанна Лествичника.

## Архиерейство
20 марта 2007 года был избран епископом Пёторковским, викарием Лодзинско-Познанской епархии. 13 апреля 2007 года в соборе Марии Магдалины в Варшаве хиротонисан во епископа. Хиротонию возглавил митрополит Варшавский и всея Польши Савва. 
10 марта 2009 года, в связи с просьбой архиепископа Перемышльского Адама (Дубца), назначен епископом Горлицким, викарием Перемышльской епархии
Представлял Польскую церковь во время официальных визитов и научных конференций в Святой Земле, Грузии, России, Беларуси, Украине, Греции, Болгарии, Германии, Чехии и Словакии.
17 ноября 2015 года, в связи с плохим состоянием здоровья архиепископа Адама (Дубца), назначен временно управляющим Перемышльско-Новосонецкой епархией. 
Был членом делегации Польской церкви на Всеправославном соборе в 2016 году.
25 августа 2016 года, по смерти архиепископа Адама, избран правящим архиереем Перемышльско-Горлицкой епархии (до того именовавшейя Перемышльско-Новосондецкой). 
17 сентября 2016 года, по его инициативе, в селе Тылява были проведены центральные торжества по случаю 90-летия возвращения Лемков в Православную церковь.
C 22 марта 2017 года сопредседатель регуляционной Комиссии по делам Польской автокефальной православной церкви при Министерстве внутренних дел и администрации Польши.
С 2011 по 2017 года состоял Секретарём Собора епископов Польской Церкви.
9 октября 2017 года указом митрополита Варшавского Саввы возведён в caн архиепископа.
В феврале 2023 года призвал духовенство и мирян своей епархии возносить молитвы за мир на Украине и победу над «московским агрессором».

## Награды
- золотой крест (1990)
- орден Святой Марии Магдалины II степени (Польская Автокефальная Православная Церковь) (1997)
- игуменство (1998)
- палица (2000)
- крест с украшениями (2001)
- архимандритство (2003)
- орден Святой Марии Магдалины II степени с украшениями (Польская Автокефальная Православная Церковь) (2005)
- золотой крест Св. Ап. Павла (Элладская православная церковь)
- орден Святых Кирилла и Мефодия I степени (Православная Церковь Чешских земель и Словакии)
- юбилейная медаль Святого Серафима Саровского (Московский Патриархат)
- медаль за вклад в возрождение запорожского казачества (Украина)
- знак отличия крест Св. Николая Чудотворца
- медаль Святых Кирилла и Мефодия II степени Ужгородской Богословской Академии (Украинская Православная Церковь)
- медаль Святого Алексия Карпаторусского I степени (Хустская Епархия Украинской Православной Церкви).
- медаль Святителя Василия Великого Молдавская Православная Церковь.
- медаль «За заслуги в пенитенциарной службе» — Министр Справедливости Республики Польша.
- орден Св. князя Владимира — III степени — Украинская Православная Церковь.
- юбилейная медаль маршала Юзефа Пилсудского, Регионального Инспектората Тюремной Службы в Кракове — 2014.
- серебряный Крест Заслуги — Президент Республики Польша.
- орден Святой Марии Магдалины II степени с украшениями Польской Автокефальной Православной Церкви.
- орден Св. князя Владимира — I степени — Украинская Православная Церковь.
- юбилейная медаль 100 летия Марамореш — Сигедского процеса — Хустская Епархия Украинской Православной Церкви.
- золотой крест за заслуги Союза ветеранов и резервистов польской армии — 2015.
- орден сященномученика Горазда — II степени — Церковь Чешских Земель и Словакии — 2017.
- «Длани милосердия 2017» — награда Харитативных Организаций Польской Автокефальной Православной Церкви.
- золотой Крест Заслуги — Президент Республики Польша — 2017.
- Бронзовая медаль за заслуги перед Пожарной Службой- 2018
- Памятный знак 100 летия Пенитенциарной Службы — Генеральный Директор Пенитенциарной Службы РП — 2019